# Batalha de Madrid
A Batalha de Madrid (também chamada de defesa de Madrid) é o conjunto de episódios militares ocorridos na região de Madrid, durante o curso da Guerra Civil Espanhola.
Após o pronunciamento de 17 e 18 de julho de 1936 o levante militar projetado pelo general Mola ocorre com sucesso no protetorado espanhol de Marrocos e parte do norte de Espanha. Após o fracasso da rebelião em Madrid nos dias após o pronunciamento, com a queda do Cuartel de la Montaña, o governo municipal ficou sob o controle da Segunda República Espanhola. A partir deste momento, a captura da cidade de Madrid foi um dos principais alvos militares das tropas nacionalistas.